# دانيال أدلر (متسابق يخت)
دانيال أدلر (بالبرتغالية: Daniel Adler‏) هو متسابق يخت برازيلي، ولد في 16 أبريل 1958 في ريو دي جانيرو في البرازيل.

## وصلات خارجية
- دانييل أدلر على موقع الاتحاد الدولي للملاحة الشراعية (موقع جديد) (الإنجليزية)
- دانييل أدلر على موقع الاتحاد الدولي للملاحة الشراعية (موقع قديم) (الإنجليزية)
- دانييل أدلر على موقع اللجنة الأولمبية الدولية (الإنجليزية)
- دانييل أدلر على موقع أوليمبيديا (الإنجليزية)
- دانييل أدلر على موقع اللجنة الأولمبية البرازيلية (البرتغالية)